# Steve Berry
Steve Berry (Atlanta, Georgia, 1955 –) amerikai író, professzor, egykori ügyvéd. Könyvei a történelmi eseményekkel, titkokkal, összeesküvésekkel foglalkoznak, tele kalanddal és akcióval.

## Élete
1955-ben, Atlantában született és ott is nőtt fel. 1977-ben a Valdosta State Universityn diplomázott, majd 1980-ban megszerezte ügyvédi diplomáját a Mercer University's Walter F. George Law School-ban. 1980-tól 2010-ig a Georga-i St. Marys-ben élt. Miközben ügyvédként dolgozott, 1990-ben elkezdett írni. 12 évbe került (85 elutasítással 5 különböző regényre), míg megjelent első könyve, A Borostyánszoba a Ballantine Books könyvkiadónál.
Azóta több könyve is megjelent, melyek közül több is New York Times bestseller lett. Regényei 37 nyelven, ötven országban több mint tízmillió példányban keltek el.
Feladta jogi pályáját, hogy az írásra fókuszálhasson, és feleségével együtt létrehozott egy alapítványt History Matters néven, amely az amerikai történelmi emlékek megőrzéséhez nyújt támogatást.

## Művei

### Önálló regényei
| Magyar cím        | Eredeti cím          | Külföldi megjelenés | Magyar megjelenés                                     |
| ----------------- | -------------------- | ------------------- | ----------------------------------------------------- |
| A Borostyánszoba  | The Amber Room       | 2003                | fordította: Lantos István; Ulpius-ház, Budapest, 2010 |
| A Romanov-jóslat  | The Romanov Prophecy | 2004                | fordította: Komló Zoltán; Gabo, Budapest, 2020        |
| A harmadik titok  | The Third Secret     | 2005                | fordította: Lantos István; Gabo, Budapest, 2023       |
| A Kolumbusz affér | The Columbus Affair  | 2012                | fordította: Lantos István; Ulpius-ház, Budapest, 2014 |
| Az Omega faktor   | The Omega Factor     | 2022                | fordította: Komló Zoltán, Gabo, Budapest, 2022        |

### Cotton Malone regények
| Magyar cím              | Eredeti cím             | Külföldi megjelenés | Magyar megjelenés                                                     |
| ----------------------- | ----------------------- | ------------------- | --------------------------------------------------------------------- |
| A templomosok öröksége  | The Templar Legacy      | 2006                | fordította: Lantos István; Palatinus, Budapest, 2011                  |
| Alexandria Link         | The Alexandria Link     | 2007                | fordította: Bartók Júlia; Palatinus, Budapest, 2009                   |
| A velencei árulás       | The Venetian Betrayal   | 2007                | fordította: Lantos István; Ulpius-ház, Budapest, 2010                 |
| Nagy Károly nyomában    | The Charlemagne Pursuit | 2008                | fordította: Lantos István; Ulpius-ház, Budapest, 2011                 |
| Vérbosszú Párizsban     | The Paris Vendetta      | 2009                | fordította: Lantos István; Ulpius-ház, Budapest, 2012                 |
| A császár sírja         | The Emperor's Tomb      | 2010                | fordította: Lantos István; Ulpius-ház, Budapest, 2012                 |
| A Jefferson-kód         | The Jefferson Key       | 2011                | fordította: Lantos István; Ulpius-ház, Budapest, 2013                 |
| Királyi Fortély         | The King's Deception    | 2013                | fordította: Lantos István; Ulpius-ház, Budapest, 2014                 |
| A Lincoln-Mítosz        | The Lincoln Myth        | 2014                | fordította: Lantos István; Gabo, Budapest, 2016                       |
| Veszedelmes hazafiak    | The Patriot Threat      | 2015                | fordította: Lantos István; Gabo, Budapest, 2017                       |
| A Tizennegyedik gyarmat | The 14th Colony         | 2016                | fordította: Sóvágó Katalin; Gabo, Budapest, 2017                      |
| Az elveszett parancs    | The Lost Order          | 2017                | fordította: Sóvágó Katalin; Gabo, Budapest, 2017                      |
| A püspök embere         | The Bishop's Pawn       | 2018                | fordította: Lantos István; Gabo, Budapest, 2018                       |
| Máltai csere            | The Malta Exchange      | 2019                | fordította: Lantosné Farkas Edit, Lantos István; Gabo, Budapest, 2019 |
| A varsói protokoll      | The Warsaw Protocol     | 2020                | fordította: Komló Zoltán; Gabo, Budapest, 2020                        |
| Kaiser hálója           | The Kaiser's Web        | 2021                | fordította: Komló Zoltán; Gabo, Budapest, 2021                        |
| Az utolsó királyság     | The Last Kingdom        | 2023                | fordította: Komló Zoltán; Gabo, Budapest, 2023                        |
| Az Atlasz-manőver       | The Atlas Maneuver      | 2024                | fordította: Komló Zoltán; Gabo, Budapest, 2024                        |
|                         | The Medici Return       | 2025                |                                                                       |
|                         | The Devil’s Bible       | 2026                |                                                                       |

### E-könyvek
Berry kiadott öt rövid történetet, amik a Cotton Malone könyvsorozathoz tartoznak, de ezek csak angolul e-könyv formátumban jelentek meg eddig.
1. The Balkan Escape (2010)
2. The Devil's Gold (2011)
3. The Admiral's Mark (2012)
4. The Tudor Plot (2013)
5. The Devil's Bones (2014)

## Fordítás
- Ez a szócikk részben vagy egészben  a   Steve Berry (novelist) című angol Wikipédia-szócikk fordításán alapul.  Az eredeti cikk szerkesztőit annak laptörténete sorolja fel. Ez a jelzés csupán a megfogalmazás eredetét és a szerzői jogokat jelzi, nem szolgál a cikkben szereplő információk forrásmegjelöléseként.